# Team SD Worx-Protime/2024
Deze pagina geeft een overzicht van de vrouwenwielerploeg Team SD Worx in 2024.

## Algemeen
Algemeen manager: Erwin Janssen
Ploegleiders: Lars Boom, Anna van der Breggen, Danny Stam
Fietsmerk: Specialized

## Rensters

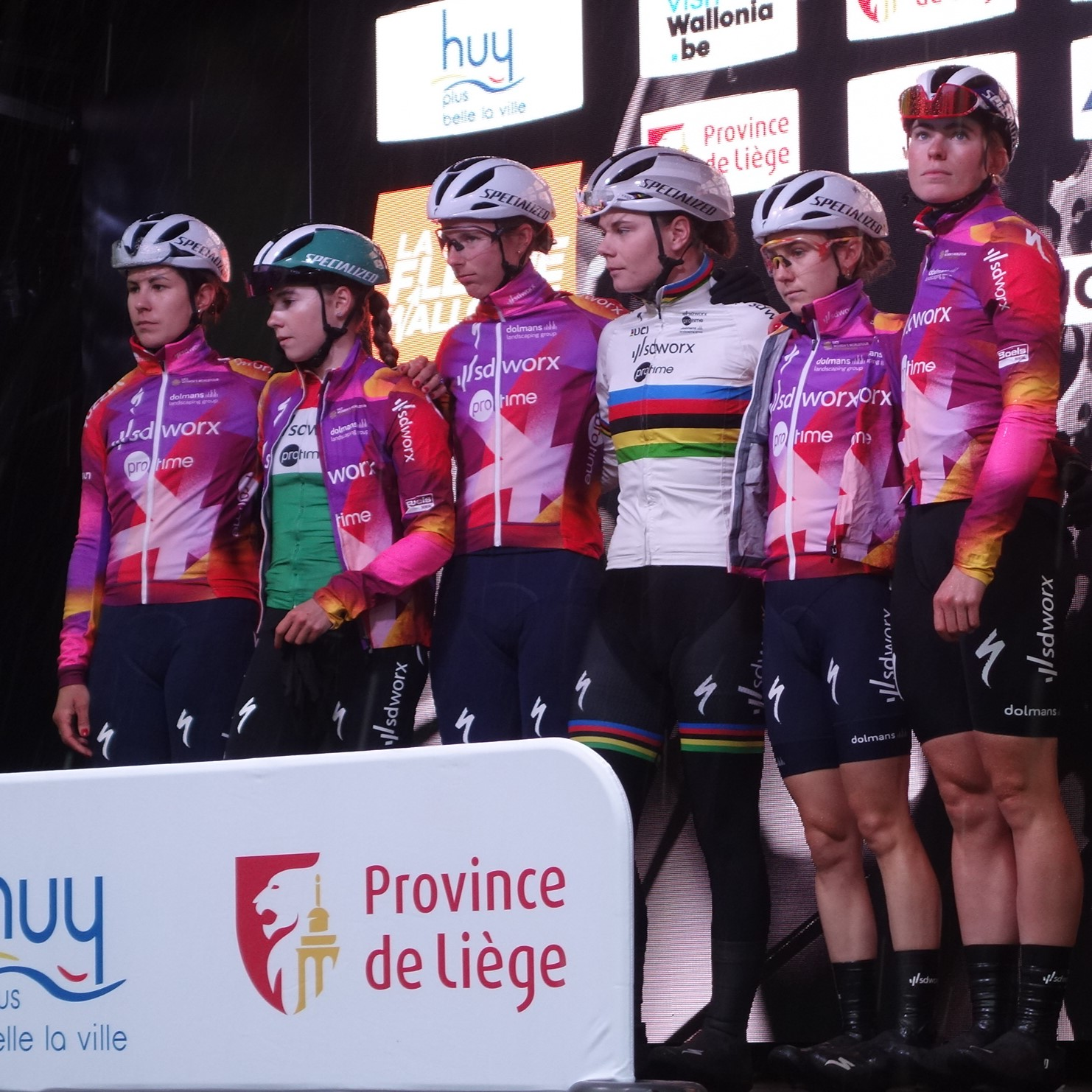
De ploeg in de Waalse Pijl 2024.

| Naam                        | Geboortedatum | Nationaliteit       | Ploeg 2023           |
| --------------------------- | ------------- | ------------------- | -------------------- |
| Mischa Bredewold            | 20-06-2000    | Nederland           |                      |
| Elena Cecchini              | 25-05-1992    | Italië              |                      |
| Niamh Fisher-Black          | 12-08-2000    | Nieuw-Zeeland       |                      |
| Femke Gerritse              | 14-05-2001    | Nederland           | Parkhotel Valkenburg |
| Barbara Guarischi           | 02-10-1990    | Italië              |                      |
| Lotte Kopecky               | 10-11-1995    | België              |                      |
| Christine Majerus           | 25-02-1987    | Luxemburg           |                      |
| Femke Markus                | 17-11-1996    | Nederland           |                      |
| Marlen Reusser              | 20-09-1991    | Zwitserland         |                      |
| Marie Schreiber             | 17-04-2003    | Luxemburg           |                      |
| Anna Shackley*              | 17-05-2001    | Verenigd Koninkrijk |                      |
| Lonneke Uneken              | 02-03-2000    | Nederland           |                      |
| Chantal van den Broek-Blaak | 22-09-1989    | Nederland           |                      |
| Blanka Vas                  | 03-09-2001    | Hongarije           |                      |
| Demi Vollering              | 15-11-1996    | Nederland           |                      |
| Lorena Wiebes               | 17-03-1999    | Nederland           |                      |

* tot 16/4

### Vertrokken
| Naam      | Geboortedatum | Nationaliteit | Ploeg 2024 |
| --------- | ------------- | ------------- | ---------- |
| Sina Frei | 18-07-1997    | Zwitserland   | ?          |

## Overwinningen

### Veldrijden
| Luxemburgse kampioenschappen veldrijden: Marie Schreiber Grand Prix Garage Collé Pétange: Christine Majerus | Nommay 1: Marie Schreiber Nommay 2: Marie Schreiber | Grand-prix de la Commune de Contern: Marie Schreiber Vestingcross: Marie Schreiber |

### Wegwielrennen
| Women's World Tour Eindklassement: Lotte Kopecky Nationale kampioenschappen wielrennen België - tijdrit: Lotte Kopecky België - wegrit: Lotte Kopecky Hongarije - wegrit: Blanka Vas Luxemburg - wegrit: Marie Schreiber Luxemburg - tijdrit U23: Marie Schreiber Luxemburg - tijdrit: Christine Majerus Nederland - wegrit: Chantal van den Broek-Blaak Europese kampioenschappen Tijdrit: Lotte Kopecky Wegrit: Lorena Wiebes Wereldkampioenschappen Wegwedstrijd: Lotte Kopecky Ronde van de Verenigde Arabische Emiraten 1e etappe: Lorena Wiebes 2e etappe: Lorena Wiebes 3e etappe: Lotte Kopecky Eindklassement: Lotte Kopecky Puntenklassement: Lorena Wiebes Setmana Ciclista Valenciana 2e etappe: Marlen Reusser 3e etappe: Niamh Fisher-Black Eindklassement: Marlen Reusser Strade BiancheLotte Kopecky GP Oetingen Lorena Wiebes Ronde van Drenthe Lorena Wiebes Nokere Koerse Lotte Kopecky Gent-Wevelgem Lorena Wiebes Volta NXT Classic Femke Markus Scheldeprijs Lorena Wiebes Parijs-Roubaix Lotte Kopecky | Ronde van Spanje 5e etappe: Demi Vollering 8e etappe: Demi Vollering Eindklassement: Demi Vollering Bergklassement: Demi Vollering Ploegenklassement: *1) Ronde van het Baskenland 1e etappe: Mischa Bredewold 2e etappe: Mischa Bredewold 3e etappe: Demi Vollering Eindklassement: Demi Vollering Puntenklassement: Demi Vollering Bergklassement: Demi Vollering Ploegenklassement: *2) Ronde van Burgos 2e etappe: Demi Vollering 3e etappe: Lorena Wiebes 4e etappe: Demi Vollering Eindklassement: Demi Vollering Puntenklassement: Demi Vollering Bergklassement: Demi Vollering RideLondon Classic 1e etappe: Lorena Wiebes 2e etappe: Lorena Wiebes 3e etappe: Lorena Wiebes Eindklassement: Lorena Wiebes Puntenklassement: Lorena Wiebes Ronde van Groot-Brittannië 1e etappe: Lotte Kopecky 2e etappe: Lotte Kopecky Eindklassement: Lotte Kopecky Puntenklassement: Lotte Kopecky Ploegenklassement: *3) Ronde van Zwitserland 1e etappe: Demi Vollering 2e etappe: Demi Vollering 4e etappe: Demi Vollering Eindklassement: Demi Vollering Puntenklassement: Demi Vollering | Ronde van Thüringen 5e etappe (ITT): Mischa Bredewold Ronde van Italië 3e etappe: Niamh Fisher-Black 5e etappe: Lotte Kopecky Puntenklassement: Lotte Kopecky Baloise Ladies Tour Proloog: Lorena Wiebes 1e etappe: Lorena Wiebes 3e (deel A) etappe: Lorena Wiebes 3e (deel B) etappe: Lorena Wiebes 4e etappe: Lorena Wiebes Eindklassement: Lorena Wiebes Puntenklassement: Lorena Wiebes Jongerenklassement: Marie Schreiber Ploegenklassement: *4) Ronde van Frankrijk 3e etappe: Demi Vollering 5e etappe: Blanka Vas 8e etappe: Demi Vollering Classic Lorient Agglomération Mischa Bredewold Ronde van Romandië 2e etappe: Demi Vollering Eindklassement: Lotte Kopecky Bergklassement: Lotte Kopecky Ploegenklassement: *5) Simac Ladies Tour 2e etappe: Lorena Wiebes 3e etappe: Lorena Wiebes 4e etappe: Barbara Guarischi 5e etappe: Lorena Wiebes 6e etappe: Lotte Kopecky Eindklassement: Lotte Kopecky Puntenklassement: Lorena Wiebes Ploegenklassement: *6) |

*1) Ploeg Ronde van Spanje: Bredewold, Cecchini, Fisher-Black, Guarischi, Reusser, Vas, Vollering
*2) Ploeg Ronde van het Baskenland: Bredewold, Fisher-Black, Reusser, Schreiber, Vas, Vollering
*3) Ploeg Ronde van Groot-Brittannië: Cecchini, Guarischi, Kopecky, Majerus, van den Broek-Blaak, Wiebes
*4) Ploeg Baloise Ladies Tour: Gerritse, Majerus, Markus, Schreiber, Uneken, Wiebes
*5) Ploeg Ronde van Romandië: Fisher-Black, Gerritse, Kopecky, Majerus, Markus, Vollering
*6) Ploeg Simac Ladies Tour: Gerritse, Guarischi, Kopecky, Majerus, Markus, Wiebes, Uneken
2010 · 2011 · 2012 · 2013 · 2014 · 2015 · 2016 · 2017 · 2018 · 2019 · 2020 · 2021 · 2022 · 2023 · 2024 · 2025
AG Insurance-Soudal · Canyon//SRAM · Ceratizit-WNT Pro Cycling · dsm-firmenich PostNL · FDJ-SUEZ · Fenix-Deceuninck · Human Powered Health · Lidl-Trek · Liv AlUla Jayco · Movistar · Roland · SD Worx-Protime · UAE Team ADQ · Uno-X Mobility · Visma|Lease a Bike